# Transitiestad
Een Transitiestad (in Nederland meestal Transition Town) is een lokale gemeenschap (stad, dorp of wijk) die zelf aan de slag gaat om hun manier van wonen, werken en leven duurzamer te maken. Belangrijke drijfveren zijn daarbij de klimaatverandering en het opraken van olie en andere fossiele brandstoffen. Om voorbereid te zijn op het post-olietijdperk moeten gemeenschappen nu al hun energieverbruik reduceren, voedsel in de buurt verbouwen, energie zo duurzaam mogelijk opwekken, hun gezondheidszorg zo veel mogelijk lokaal organiseren en het onderwijs richten op zelfvoorziening. 

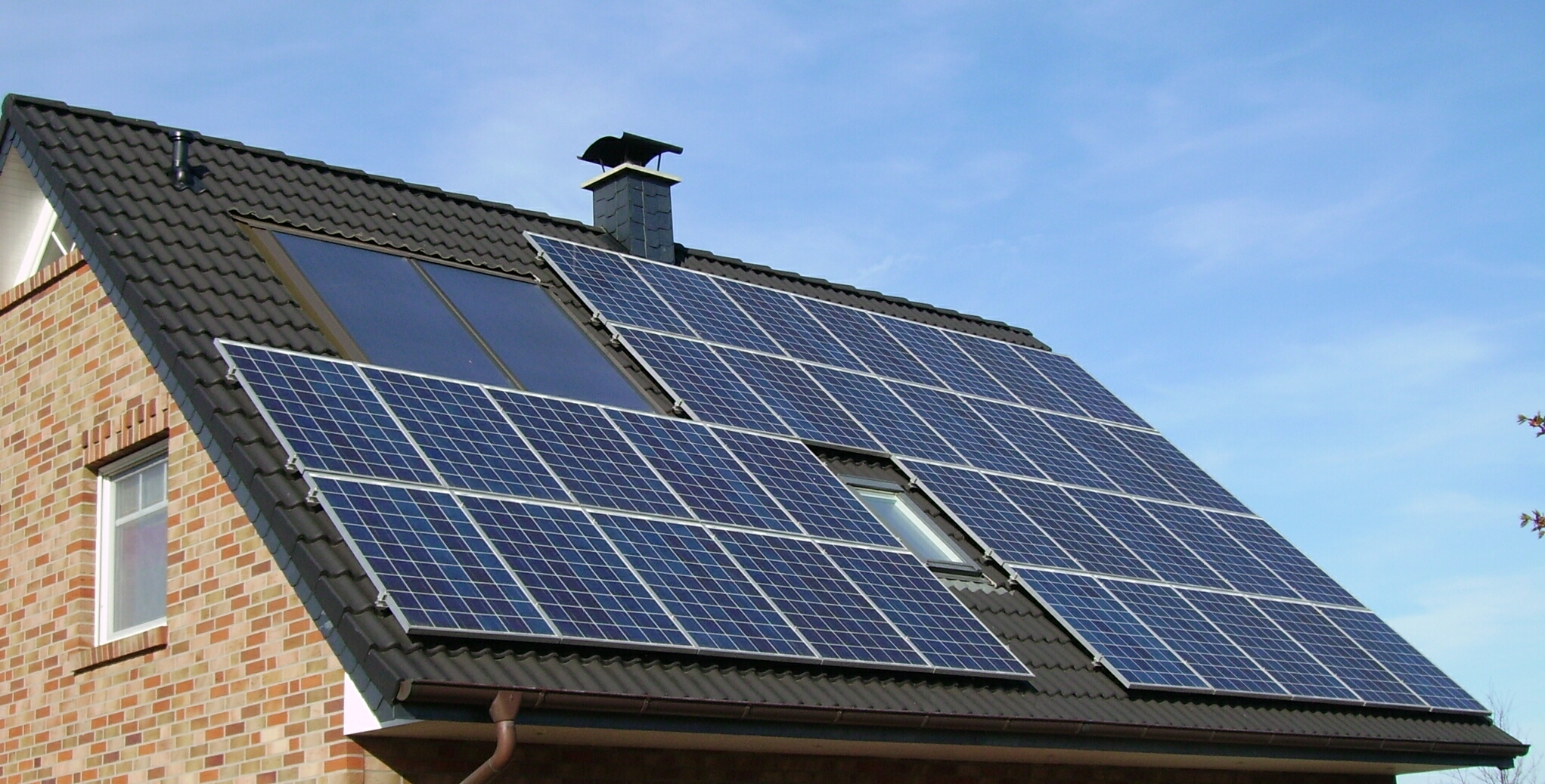
Zonnepanelen op een woning

## Oorsprong
De Britse permacultuur-activist Rob Hopkins startte in 2005 in zijn woonplaats Totnes (Devon, Engeland) het eerste Transition-Town initiatief. Totnes groeide uit tot de eerste Transition Town in Engeland. Rob Hopkins publiceerde in 2008 een handboek (The Transition Handbook, from oil dependency to local resilience) waarin hij zijn ideeën voor het positief veranderen van gemeenschappen heeft uitgewerkt. In mei 2009 verscheen een Nederlandse vertaling van het handboek (Het Transitie Handboek, van olie-afhankelijkheid naar lokale veerkracht). 
Het initiatief breidde zich uit en tegen mei 2010 waren er meer dan 400 gemeenschapsinitiatieven erkend als officiële Transitiesteden in het Verenigd Koninkrijk, Ierland, Canada, Australië, Nieuw-Zeeland, de Verenigde Staten, Italië en Chili. De term 'transition initiatives' werd gebruikelijk om de reikwijdte en het type betrokken gemeenschappen te weerspiegelen, zoals dorpen (Kinsale), wijken van steden (Portobello, Edinburgh), gemeenteraden (Penwith) tot steden en stadsdistricten (Brixton).
Tegen september 2013 waren er 1130 initiatieven geregistreerd (462 officieel, 654 Muller) in 43 landen.

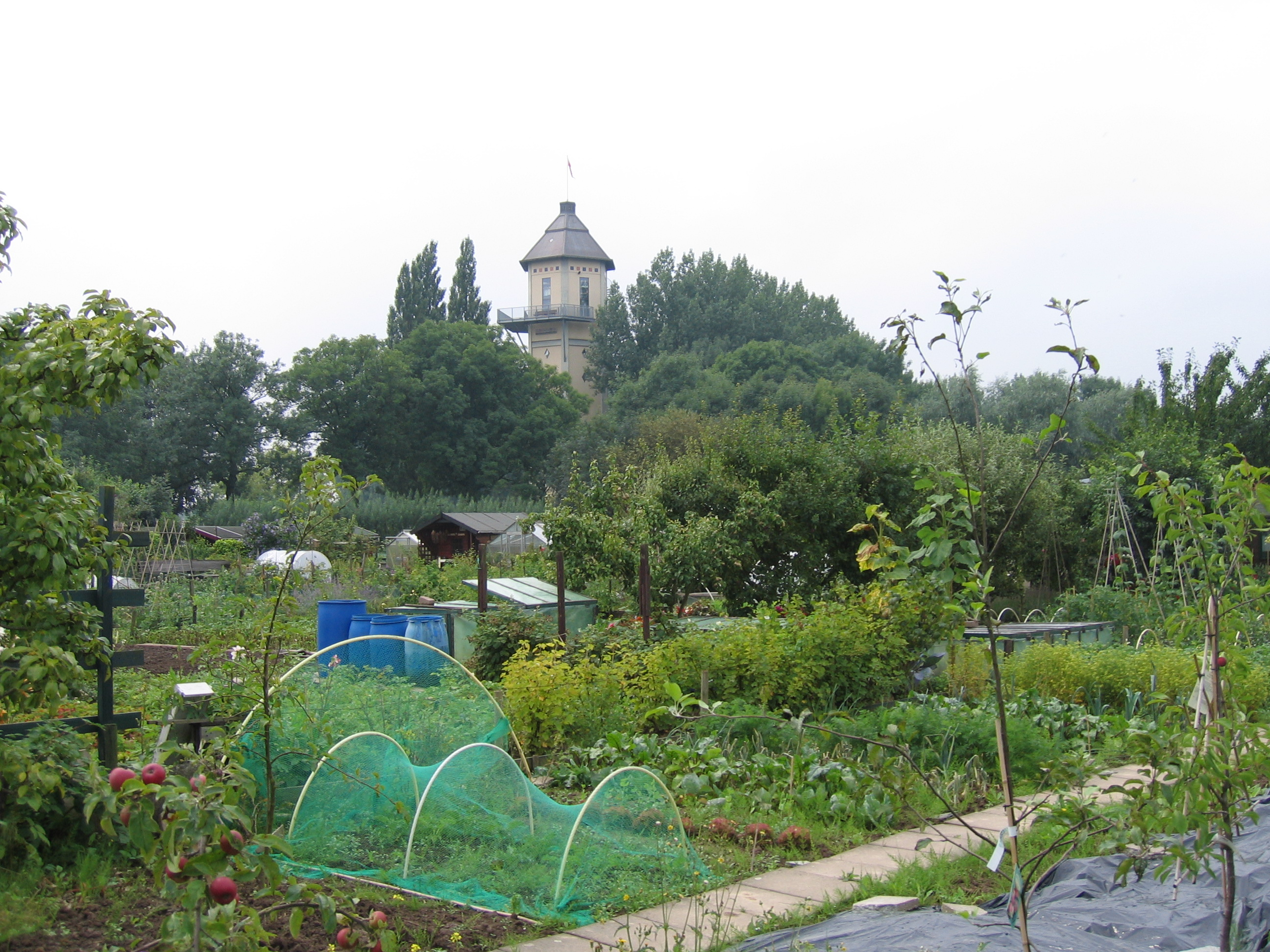
Moestuinpark in Dordrecht

## Toepassing
Nadat de Transition Town beweging eerst meer bekendheid kreeg in Engeland heeft deze door de verschijning van publicaties ook internationaal steeds meer aandacht en navolging gekregen. Er zijn officiële groepen ontstaan in onder meer Amerika, Japan en diverse Europese landen. De Nederlandse site van de beweging telt begin 2010 ruim 60 lokale initiatieven in zowel grote steden (Amsterdam, Utrecht, Den Haag) als kleinere gemeenten (Naarden, Baarn, Rijen). Deventer wordt de eerste ‘officiële’ Transition Town in Nederland.